# Beate Koch
Beate Koch, née le 18 août 1967 à Iéna (Thuringe), est une athlète allemande. Elle a remporté la médaille de bronze au lancer du javelot pour la République démocratique allemande aux Jeux olympiques d'été de 1988 à Séoul.
Elle a obtenu sa qualification pour l'équipe olympique est-allemande en améliorant sa meilleure performance de 11 mètres durant la saison 1988. Elle passait de 57,78 m à 68,80 m et se classait troisième des championnats nationaux. Après la réunification, elle changea de club et passa au LAC Quelle Fürth mais ne pouvait plus se rapprocher de ses performances précédentes.
Du temps de la RDA, Beate Koch s'entraînait au SC Motor Jena et avait un poids de 75 kg pour 1,81 m.

## Palmarès

### Jeux olympiques d'été
- Jeux olympiques d'été de 1988 à Séoul ( Corée du Sud)
  -  Médaille de bronze au lancer du javelot

## Sources
- (de) Cet article est partiellement ou en totalité issu de l’article de Wikipédia en allemand intitulé « Beate Koch » (voir la liste des auteurs).